# 双児
双児（そうじ）は、金庸の武俠小説、『鹿鼎記』に登場する架空の人物。韋小宝の小間使いだったが、のちに韋小宝の妻の一人となる。
2007年、徳間書店が行った金庸フェアの際、当時の萌え文化に配慮したためか、作品紹介のための小冊子では「かいがいしく仕えるキュートなメイド」と紹介されていた。作者である金庸は、生涯愛護したい女性キャラクターに、双児や郭襄の名前を挙げている。

## 性格
穏やかで控えめな性格。変わり者ぞろいの韋小宝の妻の中では比較的地味な方であり、自分が目立つのではなく陰ながら韋小宝をサポートすることが多い。また、この性格のために他の妻たちともうまくやっている。ロシア遠征の際、韋小宝は双児のみを連れて行ったが、他の妻たちは韋小宝の決定に不満を唱えたものの、双児を恨んだり妬んだりする妻は1人だけであった。

## 略歴
江南の生まれで、年はほぼ韋小宝と同じ。誕生日は明らかでないが、作中で韋小宝に尋ねられたとき9月であると答えている。
父母は清の役人に殺されてしまったため、荘家の小間使いになる。だが、文字の獄で荘家の主人がオーバイ、呉之栄らに刑死させられてしまうと、何惕守によって保護される。小間使いという身分でありながら待遇はかなり良かったようで、文字を読むことができ、荘夫人からは可愛がられていた。
13歳か14歳のころ、康熙帝の命令で五台山へ向かう旅の途中の韋小宝と出会う。このとき、韋小宝がオーバイを殺害した英雄であることから、荘夫人が贈り物として双児を韋小宝に託した。双児自身も、出会う前から韋小宝がオーバイを倒したことで好意を持っていたようであり、小宝と一緒に旅ができることを喜んでいた。
その後、武術ができない韋小宝の護衛役として活躍。ソフィアのクーデターのとき・ネルチンスク条約締結のときと、作中では韋小宝とともに2度に渡るロシアへの旅を経験している。そのため、韋小宝ほどうまくはないが、ロシア語での会話が可能。
また、雲南平西王府からの帰り道、天地会・紅旗香主の呉六奇と義兄妹の契りを交わしている。これは、将来的に双児が「小間使い」という低い身分であることが、韋小宝との結婚について障害になると困る、という呉六奇の配慮による。

## 武功
流派としては華山派の武術を使用。ただ、師匠である何惕守は自分の流派の名前を教えてはいなかったので、双児自身は自分の使う流派名を全く知らなかった。
戦闘能力は、韋小宝の妻の中では蘇荃に次ぐ腕前。点穴なども使用可能であり、ロシア遠征の際は韋小宝に従い、点穴の存在を知らないロシア人に対して「中原では女性でさえ、触っただけで相手の動きを止める魔法が使える」というように振る舞い、ロシア側を畏怖させていた。ちなみに、武俠小説において点穴はありきたりな技術となっているが、あくまで内力がないとできない技術であり、習得にはかなりの修行を積む必要がある。現にロシア遠征の際、万単位の軍人を引き連れていながら、点穴ができるのは双児だけであった。
それでも江湖の達人に比べると、その腕前はかなり劣る。そのため、デブ行者や洪安通などには歯が立たない。
短銃
呉六奇と義兄妹の契りを交わした際、双児に贈り物として与えられたもの。ロシア製のもので、長さは1尺ほど。火縄式で先端から弾丸と火薬を込める必要がある。この時代では銃は貴重品で、威力は絶大。双児はこの短銃で韋小宝の危機を救ったこともある。
来歴は呉三桂が関外（漢人の非支配区域）で鹵獲してきたものを韋小宝が2丁譲り受け、そのうち1本を夏国相に預けたまま紛失、残りの1丁を韋小宝が呉六奇から贈与されたもの。